# Florizel von Reuter

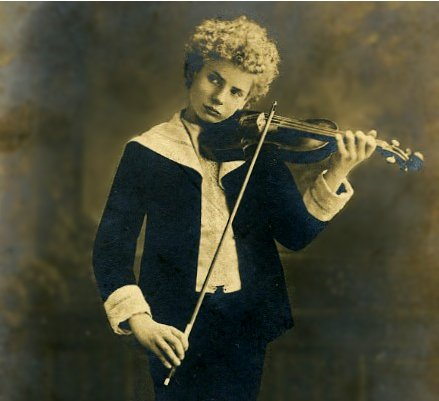
Florizel von Reuter, ca. 1911

Florizel von Reuter (Künstlername von; * 21. Januar 1890 in Davenport, Iowa; † 10. Mai 1985 in Waukesha, Wisconsin) war ein US-amerikanischer Violinvirtuose und Komponist.

## Leben
Von Reuter wurde 1890 als Sohn eines deutschen Violinisten und dessen Frau, die schottischer Herkunft war, in Davenport, Iowa geboren. Von 1897 bis 1900 erhielt er Violinunterricht bei Max Bendix, dem Konzertmeister des Chicago Symphony Orchestra. Danach war er Schüler von Émile Sauret in London sowie bei César Thomson und Eugène Ysaÿe in Brüssel. Außerdem studierte er bei Henri Marteau am Conservatoire de musique de Genève. Ferner erhielt er in seiner Jugend Kompositionsunterricht u. a. bei Engelbert Humperdinck, Paul Dukas und Vincent d’Indy.
1903/04 tourte er durch die Schweiz, Österreich, England, Rumänien, Russland und Skandinavien. 1905/06 gab er Konzerte in Lateinamerika und Westindien. 1907 und 1914/15 unternahm er eine Konzertreise durch Deutschland. Ferner war er u. a. Hofgeiger der Königin Elisabeth von Rumänien und Hofpianist des Zaren Ferdinand von Bulgarien.
Nach einem weiteren Studienabschnitt war er ab 1916 Direktor der Musikakademie Zürich. 1932 wurde er Professor und Leiter der Meisterschule für Violine an der Akademie für Musik und darstellende Kunst in Wien. 1934/35 war er als Nachfolger von Wilhelm Stross Mitglied des Klaviertrios von Elly Ney. Sein Nachfolger wurde Max Strub. Ab 1939 war er am Klindworth-Scharwenka-Konservatorium in Berlin tätig.
In den 1940er Jahren kehrte er zurück in die USA. Von 1951 bis 1956 war er Konzertmeister des Waukesha Symphony Orchestra.
Er komponierte mehrere Stücke sowie Hypathia, die Brauteiche (1916) u. a. Des Zufalls kecke Gabe die Oper Postmeister Wyrin (Uraufführung 1946 in Berlin).
Sein Interesse galt darüber hinaus der Parapsychologie.

## Schriften (Auswahl)
- Führer durch die Solo-Violinmusik. Eine Skizze ihrer Entstehung und Entwicklung mit kritischer Betrachtung ihrer Hauptwerke. M. Hesse, Berlin 1926.
- (Hg.): Adolf Steinhausen: Die Physiologie der Bogenführung auf den Streichinstrumenten. 5. Auflage, Breitkopf & Härtel, Leipzig 1928.
- The Twilight of the gods. Hitler's Berlin. A novel by an American who experienced it. Mit einem Vorwort von William D. Miller. Cultural Press, Waukesha  1962 [1963].